# Herbert Schneider (Politiker, 1942)
Herbert Schneider (* 22. Juni 1942 in Wiesbaden) ist ein deutscher Politiker (SPD).

## Leben und Beruf
Schneider wurde als Sohn eines Maurers geboren. Nach dem Besuch der Volksschule absolvierte er eine Ausbildung zum Klischeeätzer und arbeitete anschließend als Lithograf. Er trat der IG Druck und Papier sowie dem DGB bei und wurde später als Gewerkschaftssekretär  tätig. Er war viele Jahre ehrenamtlicher Versichertenvertreter der AOK Hessen, bis 2011 war er deren Verwaltungsratsvorsitzender.

## Partei
Schneider ist Mitglied der SPD.

## Abgeordneter
Schneider war von 1972 bis 1974 Ratsmitglied der Stadt Wiesbaden. Dem Hessischen Landtag gehörte er von 1974 bis 1991 an. Dabei wurde er im damaligen Wahlkreis Wiesbaden III gewählt.